# Urdu 1
Urdu 1 televizijska je mreža na urdu jeziku iz Pakistana. U vlasništvu je Alliance Media FZ-LLC Dubaija. Emitiranje programa započelo je u lipnju 2012. godine.

## Trenutni program
- Sasural Simar Ka
- Saath Nibhaana Saathiya
- Yeh Hai Mohhabatein
- Suhani Si Ek Ladki
- Yeh Rishta Kya Kehlata Hai
- Diya Aur Baati Hum
- Tum Kon Piya
- Star iftaar sa Sarmadom Khoosatom

### Filmovi
- Actor in Law